# Mayo Kawasaki the best
『GOLDEN J-POP/THE BEST 川﨑麻世』（ゴールデン・ジェイ・ポップ/ザ・ベスト・かわさきまよ）は、1999年9月22日にSMEJから発売された川﨑麻世の初のベスト・アルバム。規格品番：SRCL-4626。

## 概要
ジャニーズ事務所在籍時発売作品の初のCDベスト・アルバム。

## 収録曲
※太文字は初CD化、☆はシングル・バージョン初収録
1. ラブ・ショック
2. 青いシンボル
3. 暗くなるまで待って
4. 危険がいっぱい
5. 天使の顔につばを吐け
6. 自由の女神をぶちこわせ
7. 21 (トゥエンティーワン)
8. レッツ ゴー ダンシング
9. フライ・バイ・ナイト
10. 宇宙空母ブルーノア 〜大いなる海へ〜☆
11. さすらいの英雄
12. オアシス
13. なんじゃ・もんじゃ・ドン!☆
14. 恋の一方通行
15. 出逢い☆
16. 彼女
17. オーロラ
18. ドラマチック
19. 許された魂
20. ファイヤー